# Francisco Durrio de Madrón

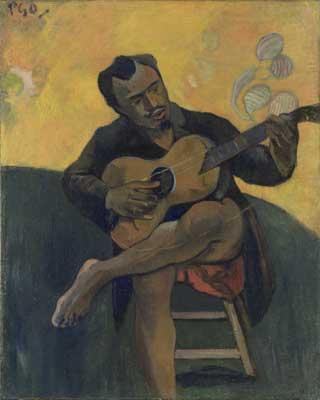
Der Gitarrist, Porträt Paco Durrios von Paul Gauguin, um 1900

Francisco Durrio de Madrón, bekannt unter dem Namen Paco Durrio, (* 22. Mai 1868 in Valladolid, Spanien; † 30. August 1940 in Paris, Frankreich) war ein spanischer Bildhauer, Keramiker und Goldschmied französischer Abstammung. Sein Werk ist dem Symbolismus zuzuordnen und vertritt den spanischen Jugendstil, den Modernisme.

## Leben und Werk
Durrios Vater war französischer Abstammung und führte den Nachnamen Durrieu de Madron. Nach der Übersiedlung nach Spanien änderte er ihn in Durrio. Paco Durrio erhielt bis 1881 eine künstlerische Ausbildung in Bilbao und ging dann nach Madrid, wo er mit dem Bildhauer Justo Gandarias zusammenarbeitete. Im Jahr 1888 zog er wie viele spanische Künstler seiner Generation nach Paris, wo er sich einer Künstlergruppe um Paul Gauguin anschloss. Die Freundschaft zu ihm beeinflusste sein keramisches Werk, das in dieser Zeit entstand. Mit Gauguin teilte er für einige Wochen zwischen 1893 und 1895 ein Atelier in der 8 rue de la Grande Chaumière.

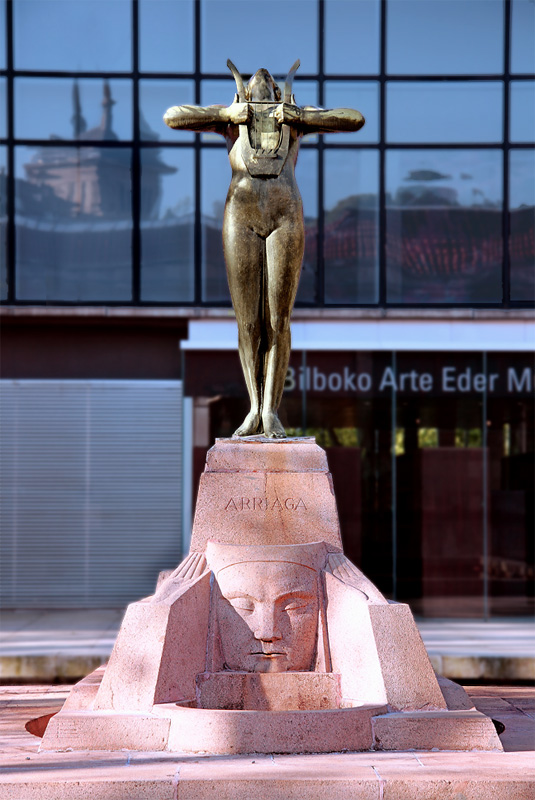
Monumento a Arriaga, 1905–1933, Museo de Bellas Artes, Bilbao

Eine erste Ausstellung fand 1896 statt, 1900 war er Teilnehmer an der Exposition d’Art Moderne de Bilbao. 1901 bezog er ein Atelier im Bateau-Lavoir auf dem Montmartre, das er 1904 Pablo Picasso überließ. Ab 1904, in der Nähe dieses Ateliers, ließ er in der Impasse Girardon ein Haus bauen, in dem ein von ihm entwickelter runder Keramikbrennofen stand. Er lebte hier bis 1939. Picasso, der von Durrio in die Keramiktechnik eingeführt worden war, ließ seine ersten Arbeiten 1905 von Durrio brennen.
Ab 1905 schuf Durrio nach einem gewonnenen Wettbewerb ein Denkmal für den Musiker Juan Crisóstomo de Arriaga in Bilbao, eine Skulptur, die nicht die geehrte Person, sondern die Muse Melpomene (span.: Melpómene) mit einer Lyra zeigt. Möglicherweise aufgrund dieser Neuheit oder der ungewöhnlichen Darstellung der nackten Figur wegen wurde sie erst 1933 aufgestellt.
Durrio wurde von den Kunstkritikern Mailler, Apollinaire und Charles Morice besonders in Bezug auf seine Keramikarbeiten sehr geschätzt. Er besaß aufgrund seiner persönlichen Beziehungen eine außergewöhnliche Kunstsammlung von Gemälden seiner Zeitgenossen, hauptsächlich Werke von Gauguin.
Durrio starb verarmt und nahezu vergessen 1940 in einem Pariser Krankenhaus. 1945 zeigte der Salon d’Automne eine Retrospektive seines Werks. Das Victoria and Albert Museum in London stellte 1961 eine große Auswahl seiner Schmuckentwürfe anlässlich der Ausstellung International Exhibition of Modern Jewellery, 1890–1961 aus. 2013 richtete das Museo de Bellas Artes, Bilbao, eine Retrospektive mit dem Titel Francisco Durrio (1868–1940). Sobre las huellas de Gauguin aus, in dem auch Werke seiner Kunstsammlung zu sehen waren.
Werke von Durrio befinden sich beispielsweise in den Sammlungen des Museo de Bellas Artes, Bilbao, und im Musée d’Orsay, Paris.

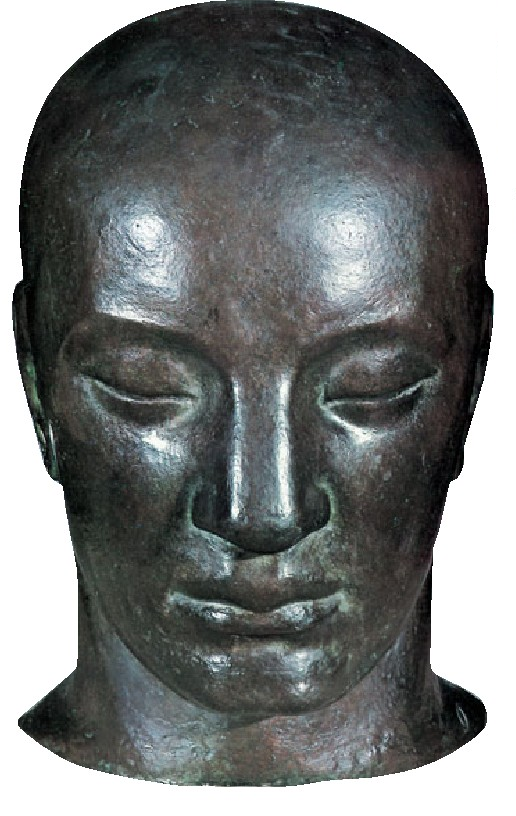
Máscara de hombre, 1903–1923
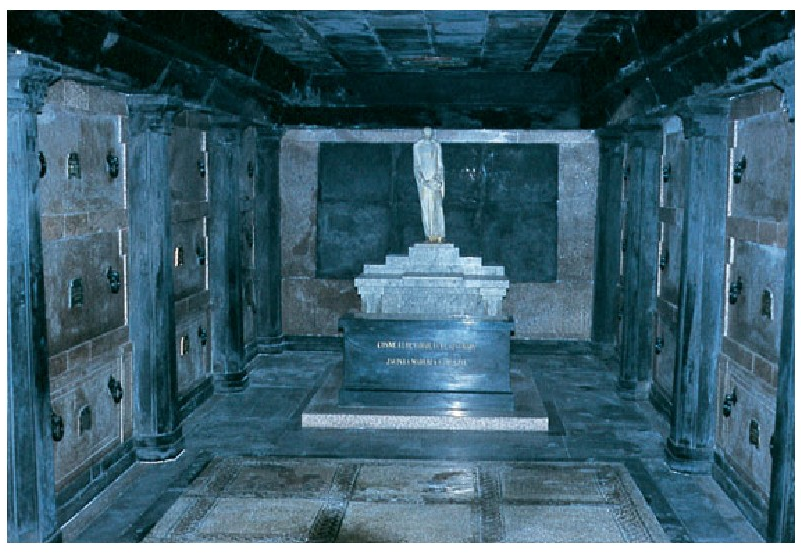
San Cosme, Mausoleum für die Familie Cosme Echevarrieta in Getxo, 1903–1923
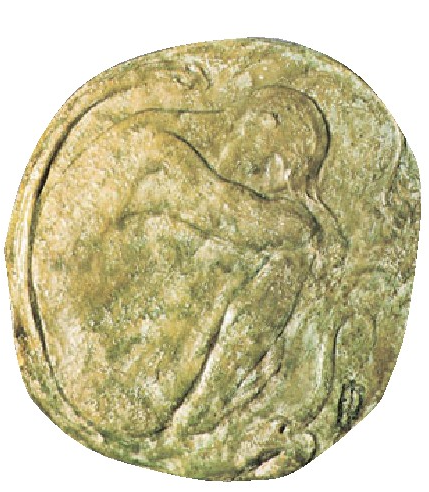
Gran medallón con figura o El sueño de Eva, um 1908
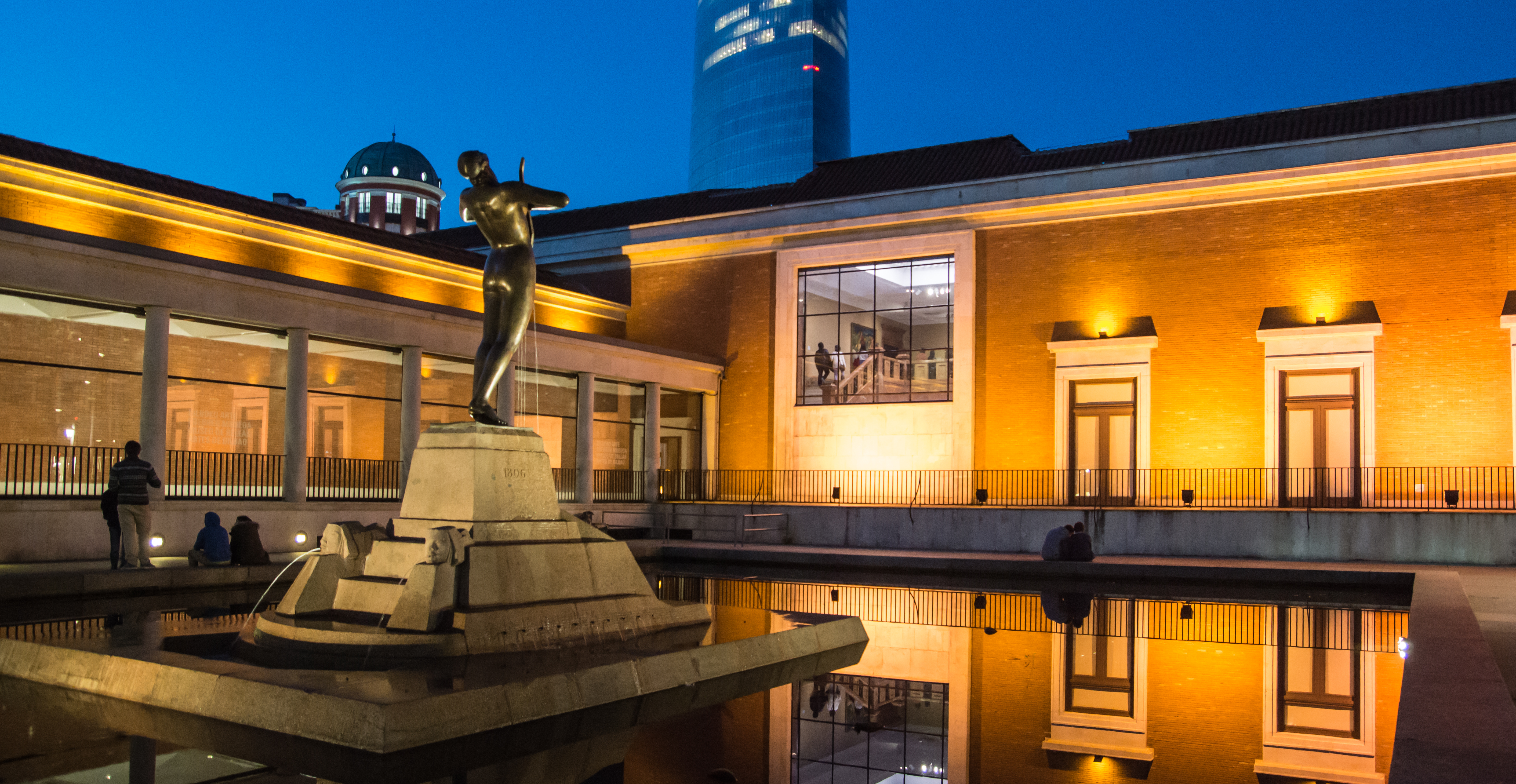
Monumento a Arriaga bei Nacht